# Terogi
Terogi (en árabe: تروجي) es uno de los pueblos de Abu El Matamir, en la gobernación de Behera, en la República Árabe de Egipto. Según las estadísticas de 2006, la población total de Terogi era de 20048 habitantes, de los cuales 9786 eran hombres y 10262 mujeres.